# ブラッドショット (映画)
『ブラッドショット』（原題：Bloodshot）は、2020年に公開されたアメリカ合衆国のアクション映画である。監督はデヴィッド・S・F・ウィルソン、主演はヴィン・ディーゼルが務めた。本作はヴァリアント・コミックスから出版されている漫画『Bloodshot』を原作としている。また、本作はウィルソンの映画監督デビュー作でもある。

## ストーリー
アメリカ海兵隊員のレイ・ギャリソンとその妻（ジーナ）が休暇でイタリアを訪れていたところ、マーティン・アックス率いる武装集団に誘拐された。アックスはレイから機密情報を聞き出そうとしたが、頑として口を割ろうとしなかったため、ジーナ共々レイを殺害した。
その後、科学者チームはナノテクノロジーを駆使してレイを蘇生させた。蘇生後のレイは圧倒的なパワーと回復能力を有しており、ブラッドショットと呼ばれるようになった。レイは記憶を消された後、スーパーソルジャーの訓練施設に放り込まれたが、彼は過去の記憶を必死に思い出そうとしていた。やがて、レイは記憶を取り戻し、愛する妻の仇を討つべく施設を脱走した。ほどなくして、レイは男を殺して復讐を果たしたが、その直後に意識を失い、気が付いたときにはベッドの上だった。しかも、記憶はまたしても消されていた。
自身の記憶をめぐる謎を執念深く追い続けた結果、レイは恐るべき陰謀の存在に辿り着いた。

## キャスト
※括弧内は日本語吹替声優。
レイ・ギャリソン / ブラッドショット
演 - ヴィン・ディーゼル（楠大典）
KT
演 - エイザ・ゴンザレス（浅野真澄）
ジミー・ダルトン
演 - サム・ヒューアン（高橋広樹）
マーティン・アックス
演 - トビー・ケベル（菊地達弘）
ジーナ・ギャリソン
演 - タルラ・ライリー（川上彩）
ウィルフレッド・ウィガンズ
演 - ラモーネ・モリス（山本高広）
エミール・ハーティング博士
演 - ガイ・ピアース（宮本充）
ニック・バリス
演 - ヨハネス・ヘイクル・ヨハネソン（ボルケーノ太田）
マーカス・ティッブス
演 - アレックス・ヘルナンデス（田中進太郎）

## 製作

### 構想
2012年3月1日、コロンビア映画がヴァリアント・コミックス漫画『Bloodshot』の映画化権を獲得し、ジェフ・ワドロウに脚色を依頼したとの報道があった。2015年4月21日、ソニー・ピクチャーズとオリジナル・フィルムはヴァリアント・コミックスの漫画を原作とする映画5本を製作すると発表し、『Bloodshot』の監督にはチャド・スタエルスキとデヴィッド・リーチが起用された（後に両名はプロジェクトを離脱した）。2017年3月5日、デヴィッド・S・F・ウィルソンが監督に起用されたと報じられた。

### キャスティング
2017年7月25日、ジャレッド・レトにブラッドショット役のオファーが出ているとの報道があったが、交渉は不首尾に終わった。2018年3月、ヴィン・ディーゼルが主役に起用された。5月、サム・ヒューアン、エイザ・ゴンザレス、マイケル・シーンの出演が決まった。6月13日、タルラ・ライリーとアレックス・ヘルナンデスが起用されたと報じられた。6月、トビー・ケベルとヨハネス・ヘイクル・ヨハネソンがキャスト入りした。8月2日、ラモーネ・モリスが本作に出演するとの報道があった。7日、スケジュールの都合でシーンが降板したことを受けて、ガイ・ピアースが本作の出演交渉に臨んでいると報じられた。

### 撮影・音楽
本作の主要撮影は2018年8月6日に南アフリカ共和国のケープタウン及びチェコのプラハで始まり、同年10月25日に終了した。
2018年11月14日、スティーヴ・ジャブロンスキーが本作で使用される楽曲を手掛けることになったと報じられた。2月14日、本作のスコア・アルバムが発売された。

## 公開・マーケティング
本作は2020年2月21日に全米公開される予定だったが、後に公開日は同年3月13日に延期されることになった。
2019年10月21日、本作のオフィシャル・トレイラーが公開された。2020年1月14日、本作の予告編第2弾が公開された。

## 興行収入
本作は『ザ・ハント』及び『君といた108日』と同じ週に封切られ、公開初週末に1000万ドル前後を稼ぎ出すと予想されていたが、その予想は的中した。2020年3月13日、本作は全米2861館で公開され、公開初週末に917万ドルを稼ぎ出し、週末興行収入ランキング初登場2位となった。

## 評価
本作に対する批評家の評価は芳しいものではない。映画批評集積サイトのRotten Tomatoesには149件のレビューがあり、平均点は10点満点で4.57点となっている。サイト側による批評家の見解の要約は「『ブラッドショット』のお陰で、ヴィン・ディーゼルは昔ながらのアクションを披露する機会を得た。彼のアクションは映画ファンを満足させたはずである。しかし、残念なことに、全体の出来映えはパッとしない。」となっている。また、Metacriticには35件のレビューがあり、加重平均値は44/100となっている。なお、本作のCinemaScoreはBとなっている。

## シェアド・ユニバース構想の頓挫
当初、ソニー・ピクチャーズには、ヴァリアント・コミックスに登場するヒーローでシェアド・ユニバースを展開する構想があった。ブラッドショットを主人公とした作品2本とハービンジャーを主人公とした作品2本を公開した後、両者をクロスオーバーさせた作品『Harbinger Wars』を公開する予定だった。ハービンジャーを主人公にした作品が第1作目になるとの報道もあったが、結局、本作がシリーズ第1作として製作されることになった。ところが、2019年9月、ソニー・ピクチャーズは『Harbinger』の映画化権をパラマウント映画に売却したため、シェアド・ユニバースの構想は立ち消えとなった。